# Tweede Kamerverkiezingen 1922/Kandidatenlijst/ARP
Bij de Tweede Kamerverkiezingen 1922 deed Anti-Revolutionaire Partij (ARP). De volgende kandidaten stonden per kieskring op de kandidatenlijst.

## Leeuwarden, Groningen, Assen
| #   | Naam                    | Stemmen (per kieskring) | Stemmen (per kieskring) | Stemmen (per kieskring) | Stemmen (per kieskring) | Verkozen |
| #   | Naam                    | XIV                     | XVI                     | XVII                    | Totaal                  | Verkozen |
| --- | ----------------------- | ----------------------- | ----------------------- | ----------------------- | ----------------------- | -------- |
| 1.  | H. Colijn               | 40.392                  | 33.624                  | 14.748                  | 88.764                  | Vinkje   |
| 2.  | J.G. Scheurer           | 60                      | 67                      | 50                      | 177                     | Vinkje   |
| 3.  | A. Zijlstra             | 19                      | 69                      | 16                      | 104                     | Vinkje   |
| 4.  | H.A. Leenstra           | 181                     | 211                     | 38                      | 430                     |          |
| 5.  | L.F. Duijmaer van Twist | 66                      | 29                      | 58                      | 153                     |          |
| 6.  | R. Koppe                | 8                       | 33                      | 10                      | 51                      |          |
| 7.  | G. Baas Kzn.            | 8                       | 37                      | 46                      | 91                      |          |
| 8.  | S. Dijkstra             | 17                      | 12                      | 7                       | 36                      |          |
| 9.  | H.A. Verra              | 19                      | 7                       | 6                       | 32                      |          |
| 10. | J. Middelveld Jr.       | 10                      | 15                      | 191                     | 216                     |          |

## Zwolle, Arnhem, Nijmegen, 's-Hertogenbosch, Maastricht
| #   | Naam                    | Stemmen (per kieskring) | Stemmen (per kieskring) | Stemmen (per kieskring) | Stemmen (per kieskring) | Stemmen (per kieskring) | Stemmen (per kieskring) | Verkozen |
| #   | Naam                    | I                       | III                     | IV                      | XV                      | XVIII                   | Totaal                  | Verkozen |
| --- | ----------------------- | ----------------------- | ----------------------- | ----------------------- | ----------------------- | ----------------------- | ----------------------- | -------- |
| 1.  | E.J. Beumer             | 5.866                   | 23.421                  | 11.909                  | 23.119                  | 767                     | 65.082                  | Vinkje   |
| 2.  | L.F. Duijmaer van Twist | 197                     | 212                     | 125                     | 1.428                   | 31                      | 1.993                   | Vinkje   |
| 3.  | H. Visscher             | 43                      | 5.235                   | 1.475                   | 1.778                   | 12                      | 8.543                   | Vinkje   |
| 4.  | J. van der Molen        | 2                       | 239                     | 21                      | 62                      | 15                      | 339                     |          |
| 5.  | G. Hofstede             | 3                       | 38                      | 9                       | 579                     | 8                       | 637                     |          |
| 6.  | C. Roeterink            | 4                       | 698                     | 615                     | 1.807                   | 10                      | 3.134                   |          |
| 7.  | S. de Vries Czn.        | 0                       | 18                      | 13                      | 12                      | 4                       | 47                      |          |
| 8.  | J. Hollander            | 1                       | 41                      | 36                      | 7                       | 4                       | 89                      |          |
| 9.  | C. van den Heuvel       | 17                      | 49                      | 16                      | 21                      | 2                       | 105                     |          |
| 10. | J. Schouten             | 19                      | 70                      | 24                      | 44                      | 26                      | 183                     |          |

## Utrecht, Leiden
| #   | Naam                   | Stemmen (per kieskring) | Stemmen (per kieskring) | Stemmen (per kieskring) | Verkozen |
| #   | Naam                   | VII                     | XIII                    | Totaal                  | Verkozen |
| --- | ---------------------- | ----------------------- | ----------------------- | ----------------------- | -------- |
| 1.  | V.H. Rutgers           | 24.880                  | 29.374                  | 54.254                  | Vinkje   |
| 2.  | F.H. de Monté Verloren | 69                      | 290                     | 359                     | Vinkje   |
| 3.  | J. van der Molen       | 65                      | 36                      | 101                     | Vinkje   |
| 4.  | J. Schouten            | 235                     | 143                     | 378                     |          |
| 5.  | C. van den Heuvel      | 288                     | 58                      | 346                     |          |
| 6.  | W. Warnaar             | 84                      | 13                      | 97                      |          |
| 7.  | M. Jongebreur          | 451                     | 680                     | 1.131                   |          |
| 8.  | S. de Vries Czn.       | 22                      | 14                      | 36                      |          |
| 9.  | H. van Andel           | 10                      | 45                      | 55                      |          |
| 10. | L. Adriaanse           | 31                      | 39                      | 70                      |          |

## Amsterdam, Den Helder
| #   | Naam              | Stemmen (per kieskring) | Stemmen (per kieskring) | Stemmen (per kieskring) | Verkozen |
| #   | Naam              | IX                      | X                       | Totaal                  | Verkozen |
| --- | ----------------- | ----------------------- | ----------------------- | ----------------------- | -------- |
| 1.  | C. Smeenk         | 20.377                  | 9.536                   | 29.913                  | Vinkje   |
| 2.  | V.H. Rutgers      | 189                     | 142                     | 331                     |          |
| 3.  | F.V. Valstar      | 17                      | 456                     | 473                     |          |
| 4.  | C. van den Heuvel | 80                      | 143                     | 223                     |          |
| 5.  | D.L. Harms        | 22                      | 74                      | 96                      |          |
| 6.  | P. Bergmeijer     | 35                      | 13                      | 48                      |          |
| 7.  | G. Baas Kzn.      | 150                     | 86                      | 236                     |          |
| 8.  | P.E. Briët        | 14                      | 3                       | 17                      |          |
| 9.  | J. Porte          | 35                      | 1                       | 36                      |          |
| 10. | J. Schouten       | 54                      | 24                      | 78                      |          |

## Rotterdam, 's-Gravenhage, Haarlem
| #   | Naam              | Stemmen (per kieskring) | Stemmen (per kieskring) | Stemmen (per kieskring) | Stemmen (per kieskring) | Verkozen |
| #   | Naam              | V                       | VI                      | XI                      | Totaal                  | Verkozen |
| --- | ----------------- | ----------------------- | ----------------------- | ----------------------- | ----------------------- | -------- |
| 1.  | J. Schouten       | 32.647                  | 14.930                  | 14.747                  | 62.324                  | Vinkje   |
| 2.  | Th. Heemskerk     | 243                     | 368                     | 119                     | 730                     | Vinkje   |
| 3.  | J.J.C. van Dijk   | 21                      | 92                      | 31                      | 144                     | Vinkje   |
| 4.  | J. van der Molen  | 32                      | 11                      | 12                      | 55                      |          |
| 5.  | C. van den Heuvel | 17                      | 7                       | 155                     | 179                     |          |
| 6.  | Th. Beukels       | 37                      | 12                      | 5                       | 54                      |          |
| 7.  | M. van Grieken    | 427                     | 26                      | 28                      | 481                     |          |
| 8.  | L. Slagter        | 9                       | 33                      | 6                       | 48                      |          |
| 9.  | A. Bruch          | 6                       | 10                      | 92                      | 108                     |          |
| 10. | H. Colijn         | 79                      | 164                     | 86                      | 329                     |          |

## Dordrecht, Middelburg, Tilburg
| #   | Naam                      | Stemmen (per kieskring) | Stemmen (per kieskring) | Stemmen (per kieskring) | Stemmen (per kieskring) | Verkozen |
| #   | Naam                      | II                      | VIII                    | XII                     | Totaal                  | Verkozen |
| --- | ------------------------- | ----------------------- | ----------------------- | ----------------------- | ----------------------- | -------- |
| 1.  | J.A. de Wilde             | 3.433                   | 53.023                  | 20.789                  | 77.245                  | Vinkje   |
| 2.  | C. van der Voort van Zijp | 32                      | 202                     | 69                      | 303                     | Vinkje   |
| 3.  | A. Colijn                 | 20                      | 220                     | 110                     | 350                     | Vinkje   |
| 4.  | J. van der Molen          | 5                       | 36                      | 12                      | 53                      |          |
| 5.  | J.F. Heemskerk            | 6                       | 59                      | 101                     | 166                     |          |
| 6.  | G. van Baren              | 4                       | 87                      | 2                       | 93                      |          |
| 7.  | C. van den Heuvel         | 9                       | 91                      | 35                      | 135                     |          |
| 8.  | J.A.J. Jansen Manenschijn | 3                       | 49                      | 5                       | 57                      |          |
| 9.  | J. Schouten               | 12                      | 111                     | 25                      | 148                     |          |
| 10. | C. Warnaar                | 9                       | 771                     | 11                      | 791                     |          |